# Baza przestrzeni topologicznej
Baza przestrzeni topologicznej – dla danej przestrzeni topologicznej {\displaystyle X,} rodzina otwartych podzbiorów przestrzeni {\displaystyle X} o tej własności, że każdy zbiór otwarty w {\displaystyle X} można przedstawić w postaci sumy pewnej podrodziny zawartej w bazie. Każda przestrzeń topologiczna ma bazę – jeżeli {\displaystyle \tau } jest topologią w zbiorze {\displaystyle X,} to jest ona również (trywialnie) jej bazą. Obrazowo, baza przestrzeni topologicznej to taka rodzina zbiorów otwartych, że każdy niepusty i otwarty podzbiór tej przestrzeni można wysumować przy pomocy pewnych (być może nieskończenie wielu) elementów bazy. W praktyce matematycznej związanej z badaniem własności konkretnych przestrzeni topologicznych, istotnym zagadnieniem jest pytanie o minimalną moc bazy przestrzeni (zob. ciężar przestrzeni poniżej). Tak zdefiniowane pojęcie nosi też czasem nazwę bazy otwartej (zob. też baza domknięta poniżej). Pojęcia pokrewne pojęciu bazy przestrzeni topologicznej to, na przykład, π-baza, podbaza czy pseudobaza.

## Przykłady
- rodzina wszystkich przedziałów otwartych na prostej rzeczywistej jest bazą w naturalnej topologii prostej (tj. topologii wyznaczonej przez metrykę); bazą tej topologii jest również rodzina wszystkich ograniczonych przedziałów otwartych o końcach wymiernych.
- rodzina wszystkich kul otwartych w dowolnej przestrzeni metrycznej jest bazą w naturalnej (tj. metrycznej) topologii tej przestrzeni,
- rodzina wszystkich kwadratów otwartych na płaszczyźnie jest bazą płaszczyzny w topologii euklidesowej.
- rodzina kwadratów otwartych o bokach równoległych do osi współrzędnych.
- rodzina kwadratów otwartych o bokach równoległych do osi współrzędnych i wierzchołkach mających współrzędne wymierne.
- rodzina wszystkich przedziałów postaci {\displaystyle [a,b),} gdzie {\displaystyle a} i {\displaystyle b} są liczbami rzeczywistymi i {\displaystyle a<b} jest bazą topologii w zbiorze liczb rzeczywistych, nazywaną topologią strzałki.

## Własności bazy przestrzeni
Podstawowe własności bazy:
- Jeżeli {\displaystyle U} i {\displaystyle V} są takimi elementami bazy, że {\displaystyle U\cap V\neq \varnothing ,} to w zbiorze {\displaystyle U\cap V} zawarty jest pewien niepusty element bazy.
- Dla każdego punktu przestrzeni, jego dowolne otoczenie zawiera element bazy, który zawiera ten punkt.
- Przekształcenie {\displaystyle f\colon X\to Y} jest ciągłe ({\displaystyle X} i {\displaystyle Y} są przestrzeniami topologicznymi), gdy {\displaystyle f^{-1}[U]} jest zbiorem otwartym dla każdego {\displaystyle U\in {\mathcal {B}}} dla pewnej bazy {\displaystyle {\mathcal {B}}} przestrzeni {\displaystyle Y.} Podobnie, przekształcenie {\displaystyle f\colon X\to Y} jest otwarte wtedy i tylko wtedy, gdy istnieje taka baza {\displaystyle {\mathcal {B}}} przestrzeni {\displaystyle X,} że zbiór {\displaystyle f[U]} jest zbiorem otwartym w {\displaystyle Y.}
- Jeżeli {\displaystyle {\mathcal {B}}_{1},{\mathcal {B}}_{2},\dots ,{\mathcal {B}}_{n}} są bazami odpowiednio przestrzeni {\displaystyle X_{1},X_{2},\dots ,X_{n},} to zdefiniowana niżej rodzina zbiorów jest bazą przestrzeni {\displaystyle X_{1}\times X_{2}\times \ldots \times X_{n}}

{\displaystyle \{B_{1}\times \ldots \times B_{n}\colon \,B_{i}\in {\mathcal {B}}_{i},\,i\leqslant n\}.}
- Rodzina {\displaystyle {\mathcal {B}}} podzbiorów zbioru {\displaystyle X} jest bazą pewnej topologii w {\displaystyle X} wtedy i tylko wtedy, gdy spełnia następujące dwa warunki:
  - {\displaystyle \bigcup {\mathcal {B}}=X}
  - {\displaystyle U\cap V=\bigcup \{B\in {\mathcal {B}}\colon B\subseteq U\cap V\}} dla dowolnych {\displaystyle U,V\in {\mathcal {B}}}[2].

## Ciężar przestrzeni
Ciężarem (albo wagą, rzadziej ciężkością) przestrzeni topologicznej {\displaystyle X} nazywamy najmniejszą liczbę kardynalną {\displaystyle w(X)} o tej własności, że istnieje w tej przestrzeni baza przestrzeni {\displaystyle X} mocy {\displaystyle w(X).} Innymi słowy,
{\displaystyle w(X)=\min\{|{\mathcal {B}}|\colon {\mathcal {B}}} – baza przestrzeni {\displaystyle X\}}
- Ciężar przestrzeni dyskretnej jest równy jej mocy.
- Ciężar każdej przestrzeni euklidesowej wynosi {\displaystyle \aleph _{0}.}
- Ciężar prostej Sorgenfreya wynosi continuum.
- Jeżeli {\displaystyle X} jest przestrzenią regularną, to {\displaystyle w(X)\leqslant 2^{d(X)},} gdzie {\displaystyle d(X)} oznacza gęstość przestrzeni {\displaystyle X.}
- Jeżeli {\displaystyle X_{s}} jest przestrzenią topologiczną o ciężarze większym niż 1, dla każdego {\displaystyle s\in S} oraz zbiór {\displaystyle S} jest nieskończony, to

{\displaystyle w\left(\prod _{s\in S}X_{s}\right)=|S|\cdot \sum _{s\in S}w(X_{s}).}
- Jeżeli {\displaystyle nw(X)} oznacza ciężar sieciowy przestrzeni {\displaystyle X,} to {\displaystyle nw(X)\leqslant w(X).} Jeżeli {\displaystyle X} jest przestrzenią zwartą, to {\displaystyle nw(X)=w(X).}
- Jeżeli {\displaystyle X} jest przestrzenią zwartą, to {\displaystyle w(X)\leqslant |X|,} a jeżeli ponadto przestrzeń {\displaystyle Y} jest obrazem ciągłym przestrzeni zwartej {\displaystyle X,} to {\displaystyle w(Y)\leqslant w(X).}
- Jeżeli {\displaystyle X} i {\displaystyle Y} są przestrzeniami topologicznymi, a w {\displaystyle Y^{X}} rozpatruje się topologię zwarto-otwartą lub topologię zbieżności punktowej, to {\displaystyle nw(Y^{X})\leqslant w(X)\cdot w(Y).} Ponadto jeżeli {\displaystyle w(X)=w(Y)} jest nieskończoną liczbą kardynalną oraz {\displaystyle X} jest przestrzenią lokalnie zwartą, to ciężar przestrzeni {\displaystyle Y^{X}} z topologią zwarto-otwartą nie przekracza {\displaystyle w(X).}

## Baza domknięta
Analogicznie do bazy otwartej można określić bazę domkniętą przestrzeni topologicznej. Jest to taka rodzina, że każdy zbiór domknięty jest częścią wspólną jej pewnej podrodziny.